# Lambic
Lambic er navnet på en belgisk øl, der fremstilles ved spontan gæring. 
Lambic produceres i et meget begrænset geografisk område, Payottenland i Zennedalen i nærheden af Bruxelles, da der her findes den rigtige sammensætning af mikroorganismer i luften. I stedet for at rendyrket gær tilsættes under brygningen, podes urten i åbne kar, hvorved luftbårne gærceller og bakterier falder ned i karrene, og gæringen starter. 
Gæringen af Lambic startes kun fra midten af oktober til midten af maj, hvor gennemsnitstemperaturen i området er ca. 15 C. I sommerhalvåret er der for mange uønskede bakterier i luften.
Lambic har en skarp, syrlig smag og en syrlig duft. Det syrlige bliver dog mindre markant ved lagring.

## Brygning
Lambic brygges på 60-70% bygmalt og 30-40% umaltet hvede. Derudover tilsættes også humle.
I modsætning til andre øl bruges humlen i lambic pga. dens præserverende egenskaber, og ikke
for at give lambic'en en bitter smag. Af denne grund anvendes humle der er lagret i 2-3 år, da
den, i modsætning til frisk humle, indeholder en lavere mængde af de alfasyrer som giver
den bitre humlesmag.
Først opvarmes malt, hvede og vand for at frigive stivelse, protein og enzymer.
Resultatet af denne process, der kaldes mæskning, kaldes urten.
Urtens væske filtreres fra tørstoffet, tilsættes humle og koger derefter i 4-5 timer.
Herefter køles urten ned ved at stå natten over i åbne kar og for åbne vinduer. Det er på dette
tidspunkt urten podes med mikroorganismer fra luften.
Efter podningen hældes brygget på fade, og efter nogle dage starter den egentlige gæring.
Der anvendes brugte sherry- og portvinsfade lavet af egetræ eller kastanje, da de indeholder rester af gærstammer, som er med til at starte gæringen.
Lambic gærer i meget længere tid end andet øl, fra 1 til 6 år. Undervejs ændrer smagen
karakter fra meget tør til mere blød og afrundet. Lambic anvendes som regel når den er 1, 3 eller 6
år gammel. Fordi gæringen er så langvarig, og fordi CO2 kan undslippe karrene, har lambic et meget lavt kulsyreindhold.
Der laves typisk også et andet udtræk af urtens tørstof, det kaldes mars og benyttes
bl.a. i Faro.

## Mikrobiologi
Der findes mange forskellige mikroorganismer i en lambic. Forskere ved universitetet i Leuven har påvist over 150 forskellige typer i ét parti lambic, heraf 100 forskellige gærstammer, mere end 20 syredannende bakterier og 38 mælkesyredannende bakterier.
De gærstammer der findes i størst mængde er Brettanomyces bruxellensis og Brettanomyces lambicus.
På trods af de store mængder af bakterier i lambic er det på ingen måde sundhedsskadeligt, da sygdomsfremkaldende bakterier ikke kan overleve i det sure og alkoholholdige miljø.

## Typer af Lambic
Lambic drikkes ikke ofte i den rene form, men bruges som basis i en række andre øltyper:
- Gueuze er en blanding af korttidslagret og langtidslagret lambic. De to lagringer blandes og hældes på nye fade, og de udviklede gærstammer i den 'gamle' lambic starter en ny gæring baseret på sukkerarter i den 'nye' lambic. Gueuze har et højere CO2-indhold end den rene lambic, og er knap så syrlig. Den minder, i smagen, meget om champagne, og kaldes derfor ofte for 'ølverdenens champagne'.
- Oude Gueuze ("Old Gueuze") refererer til, at der er tale om den "gamle" usødede type.
- Kriek laves ved at tilsætte sure kirsebær til en 6 måneder gammel lambic, hvorefter en ny gæring af kirsebærenes sukkerarter begynder. Kriek har en sød-syrlig smag af kirsebær.
- Faro er en blanding af ung lambic og mars, hvortil der er sat rørsukker
- Framboise, Pecheresse, Cassis er alle frugtøl, der er lavet som Kriek ved at tilsætte henholdsvis hindbær, fersken og solbær til lambic'en. De kan både være meget syrlige og tørre og meget søde.

## Belgiske lambicbryggerier
- Belle Vue
- Boon
- Brasserie Cantillon
- De Keersmaeker også kendt som Mort Subite
- De Troch
- Drie Fonteinen
- Girardin
- Lindemans
- Oud Beersel
- Timmermans
- Hanssens Artisanaal
- Tilquin